# Apollonios (Gemmenschneider, 3. Jahrhundert v. Chr.)

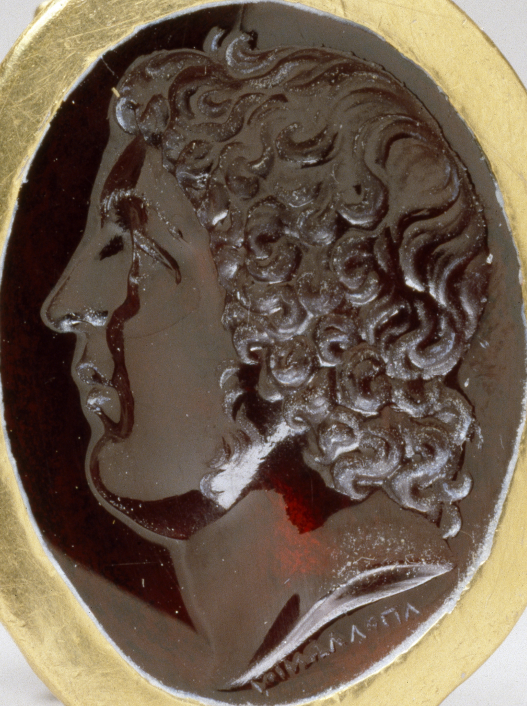
Ringstein mit dem Porträt eines Mannes
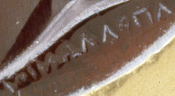
Signatur des Apollonios

Apollonios (altgriechisch Ἀπολλώνιος) war ein griechischer Gemmenschneider, der im 3. Jahrhundert v. Chr. tätig war.
Von Apollonios sind zwei Gemmen erhalten, die von ihm signiert wurden und damit eindeutig zugeordnet werden können. Bei dem einen Stück handelt es sich um einen Ringstein aus Granat, der das Porträt eines Mannes zeigt und auf circa 220 v. Chr. datiert wird. Es wird vermutet, dass es sich hierbei um eine Darstellung des jungen athenischen Staatsmannes Echedemos handelt. Das andere ist ein Ringstein aus Amethyst, auf der eine stehende Artemis abgebildet ist.
Der Stein mit dem Porträt befindet sich im Walters Art Museum in Baltimore, der mit Artemis im Archäologischen Nationalmuseum Neapel.